# Karen Moras
Karen Lynne Moras później Karen Stephenson (ur. 6 stycznia 1954 w Ryde) – australijska pływaczka. Brązowa medalistka olimpijska z Meksyku.
Zawody w 1968 były jej pierwszymi igrzyskami olimpijskimi. Medal zdobyła na dystansie 400 metrów stylem dowolnym. Zdobyła trzy złote medale Igrzysk Brytyjskiej Wspólnoty Narodów w 1970, na dystansie 200, 400 i 800 metrów stylem dowolnym. Brała udział w igrzyskach olimpijskich w 1972. 